# Iwanowice Duże
Iwanowice Duże – wieś w Polsce położona w województwie śląskim, w powiecie kłobuckim, w gminie Opatów.
Za Królestwa Polskiego istniała gmina Iwanowice. W latach 1975–1998 miejscowość administracyjnie należała do województwa częstochowskiego.

## Pochodzenie nazwy
Na temat pochodzenia nazwy wsi krążą dwie legendy. Jedna mówi, że Iwanowice Duże (oraz Iwanowice Małe) zawdzięczają nazwę dwóm Rosjanom – Iwanom, którzy gospodarowali na tych terenach z nakazu cara. Mimo reprezentowania zaborcy, cieszyli się oni sympatią mieszkańców i na ich cześć nazwano miejscowości. 
Druga wersja jest bardziej prawdopodobna. Dotyczy ona rosnących w okolicy wierzb – iw. To właśnie od tych drzew miały wziąć swoją nazwę Iwanowice.

## Historia
Historia wsi Iwanowice Duże sięga zamierzchłych czasów. Badania archeologiczne wskazują na istnienie śladów osadnictwa i kultury przeworskiej w rejonie wsi. Pierwsze wzmianki pisane dotyczące tej miejscowości pochodzą ze stycznia 1262 roku, kiedy to „książęta Bolesław Wstydliwy i Bolesław Pobożny przebywali nad Liswartą naprzeciw Dankowa, o czym świadczy dokument wydany w Iwanowicach pod Dankowem”. Kolejna data historyczna wiążąca się z Iwanowicami Dużymi to rok 1564. Wtedy to „we wsi starościańskiej Iwanowice osiadłych było 12 kmieci na półankach. We wsi był folwark starościański położony blisko drogi z Krzepic do Częstochowy od strony Dankowa”. W roku 1678 starosta krzepicki Atanazy Miączyński udowodnił na sejmie w Grodnie, że „wieś Iwanowice Duże od wieków należała do starostwa krzepickiego i nieprawnie została oddana wygnańcom z województwa kijowskiego i czernichowskiego, wieś przywrócono starostwu. Folwark w Iwanowicach Dużych obrabiała gromada chłopska”. Dobrami Ekonomii Iwanowickiej w 1811 roku zarządzał Jan Wolski. Dobra te należały do generała wojsk francuskich – Montana. W roku 1922 Iwanowice Duże obejmowały obszar 108 morgów. Była to własność państwowa, w drobnej dzierżawie.